# Acer caesium
Acer caesium é uma espécie de árvore do gênero Acer, pertencente à família Aceraceae.